# Fokker
Fokker – holenderskie przedsiębiorstwo zajmujące się produkcją samolotów, założone 22 lutego 1912 roku przez Antona Fokkera.

## Historia

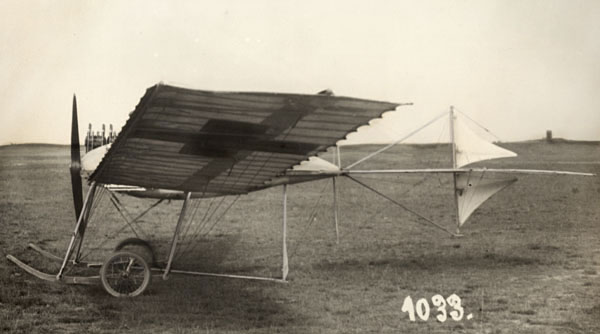
Spin – pierwszy samolot Fokkera

Przedsiębiorstwo Fokker zostało założone 22 lutego 1912 roku przez Holendra Antona Fokkera, jednego z pionierów lotnictwa. W wieku 20 lat Anton Fokker zbudował swój pierwszy samolot nazwany Spin (z hol. „Pająk”), który był pierwszą holenderską maszyną latającą. W 1912 założył w Berlinie firmę Fokker Aeroplanbau, którą później przeniósł do Schwerina.
Podczas I wojny światowej budował samoloty we współpracy z Hugonem Junkersem, wspólnikiem narzuconym przez rząd niemiecki. Wytwórnia Fokkera zasłynęła po skonstruowaniu samolotu Fokker E.III wyposażonego w zsynchronizowane karabiny maszynowe strzelające przez śmigło bez jego uszkodzenia. Następnie równie sławne konstrukcje Fokkera to Fokker D.VII i słynny trójpłatowy Fokker Dr.I Dreidecker, na którym latał as myśliwski lotnictwa niemieckiego Manfred von Richthofen zwany Czerwonym Baronem. Wiele wczesnych konstrukcji wytwórni Fokkera, zwłaszcza samolotów myśliwskich, ze względu na niewystarczające testowanie maszyn w fazie projektowania i produkcji, miało tendencję do obrywania się skrzydeł, a nawet rozpadania się na kawałki podczas bardzo ostrych manewrów. Do momentu wprowadzenia Dreideckera rozwiązano jednak problemy ze słabą wytrzymałością maszyn.
W 1919 Fokker zrezygnował ze współpracy z Junkersem i powrócił do Holandii, gdzie założył własne przedsiębiorstwo. Konstruktor opuszczając Niemcy nie wyjechał z pustymi rękami, ale przeszmuglował przez granicę samoloty D.VII i C.I wraz z częściami zamiennymi, co pozwoliło mu na szybki start nowej firmy.
Nowe przedsiębiorstwo Fokkera nastawiło się raczej na rynek samolotów cywilnych niż wojskowych, chociaż nie stroniło także i od takich konstrukcji przeznaczonych głównie dla lotnictwa holenderskiego. Jedynym wyjątkiem było lotnictwo Finlandii, które zamówiło znaczną liczbę samolotów Fokker C.V, C.X i D.XXI.
W latach 20. największym sukcesem przedsiębiorstwa był trójsilnikowy samolot pasażerski F.VII/3m, który zdominował europejski rynek do momentu wprowadzenia w połowie następnej dekady amerykańskich i niemieckich, całkowicie metalowych maszyn.
Anton Fokker zmarł w grudniu 1939 roku podczas wizyty w Stanach Zjednoczonych, gdzie działał bardzo prężnie rozwijający się oddział jego przedsiębiorstwa.
Holenderskie fabryki Fokkera zostały całkowicie zniszczone podczas II wojny światowej, ale odbudowano je w 1951 roku w pobliżu portu lotniczego Schiphol w pobliżu Amsterdamu. W obiektach tych budowano samoloty myśliwskie F-104 Starfighter na licencji Lockheeda. Druga fabryka Fokkera powstała w Woensdrecht.
Fokker był jednym z głównych udziałowców konsorcjum F-16, którego celem była produkcja samolotów F-16 Fighting Falcon dla sił zbrojnych Belgii, Danii, Holandii i Norwegii. Konsorcjum składało się z firm i agencji rządowych tych krajów oraz Stanów Zjednoczonych. Samoloty F-16 zostały zbudowane z komponentów wyprodukowanych w krajach europejskich członków konsorcjum, w fabrykach Fokkera i SABCA w Belgii.

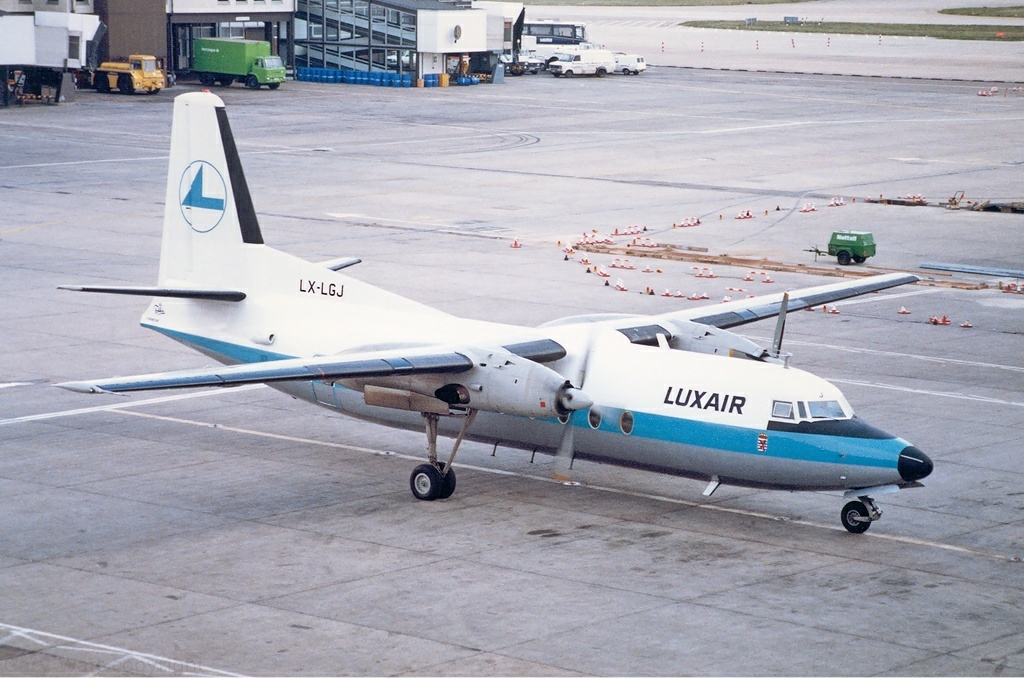
Fokker F27 Friendship

W 1958 roku wprowadzono na rynek nowy samolot Fokker F27 Friendship (z ang. „przyjaźń”), który był najlepiej na świecie sprzedającym się samolotem pasażerskim o napędzie turbośmigłowym zbudowanym w liczbie prawie 800 egzemplarzy w latach 1958–1986. Następcami F27 były Fokker F28 Fellowship (z ang. „koleżeństwo”), Fokker 50, Fokker 70 i Fokker 100. Oba typy F27 a później F28 użytkowało holenderskie Królewskie Towarzystwo Lotnicze (KLM), a książę Bernhard sam je pilotował.

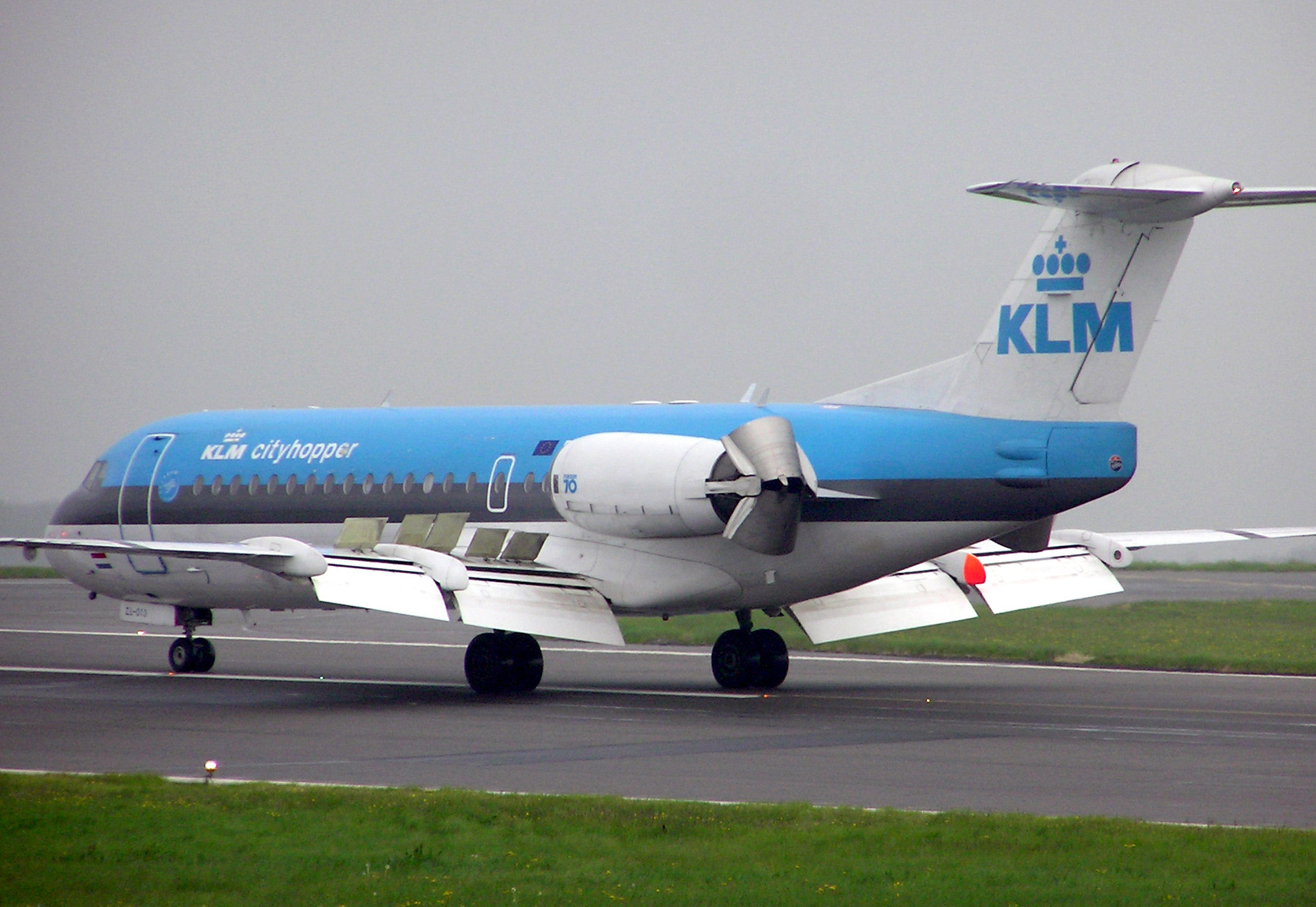
Fokker 70 z włączonymi odwracaczami ciągu

W 1969 Fokker wszedł w spółkę z Vereinigte Flugtechnische Werke z Bremy, która reprezentowała holding ERNO. Nowa spółka zbudowała odrzutowy samolot pasażerski VFW-614, który nie zyskał dużego zainteresowania na rynku. W czerwcu 1974 roku Europejska Agencja Kosmiczna zleciła konsorcjum ERNO-VFW-Fokker GmbH budowę modułu ciśnieniowego laboratorium kosmicznego Spacelab.
W 1996 spółka Fokker ogłosiła bankructwo, ale niektóre jej spółki zależne przetrwały. Dział badań kosmicznych stał się osobną spółką o nazwie Dutch Space, która została w 2005 roku wykupiona przez EADS.
Oddziały wytwórni Fokker, które produkowały części zamienne do samolotów i zajmowały się ich remontami zostały przejęte przez Stork N.V. obecnie znaną pod nazwą Stork Aerospace Group.

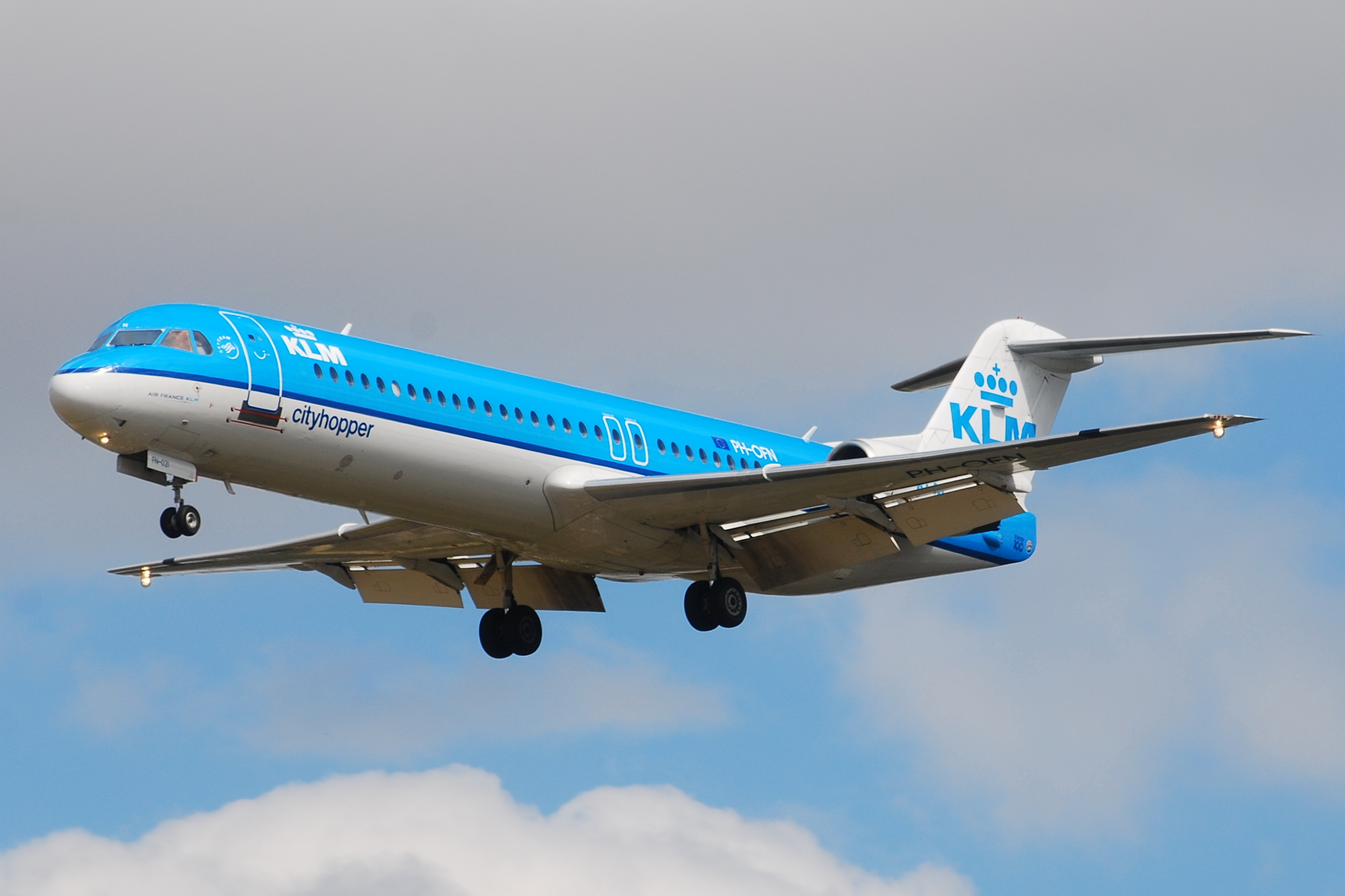
Fokker 100

W międzyczasie powstała spółka Rekkof Aircraft, której zadaniem było wznowienie produkcji samolotów Fokker 70NG i Fokker 100NG (NG od Next Generation – z ang. „następna generacja”).

## Najsłynniejsze konstrukcje Fokkera
- Wprowadzenie samolotu Fokker E.I do służby w lotnictwie niemieckim w 1915 dało początek „Zmorze Fokkera”, niemal całkowitej dominacji niemieckich samolotów w powietrzu.
- Manfred von Richthofen Czerwony Baron, latał na trójpłatowym samolocie Fokker Dr.I.
- Jeden z największych asów lotniczych I wojny światowej – Werner Voss latał na trójpłatowcu Fokker F.I (oznaczenie pierwszych trzech egzemplarzy Dr.I).
- Wprowadzenie w 1918 Fokkera D.VII przez lotnictwo niemieckie powoduje kolejne zjawisko „Zmory Fokkera”.
- Richard Byrd przeleciał w 1927 przez Ocean Atlantycki z Nowego Jorku do Paryża na samolocie Fokker F.VII
- Amelia Earhart pierwsza kobieta, która w 1928 przeleciała samolotem Fokker F.VII przez Atlantyk (ze Stanów Zjednoczonych do małego walijskiego miasteczka Burry Port).
- W tym samym roku Charles Kingsford-Smith również na Fokkerze F.VII jako pierwszy przeleciał nad Pacyfikiem.
- Zbudowany w 1951 roku Fokker S-14 Machtrainer był jednym z pierwszych samolotów szkolno-bojowych o napędzie odrzutowym.

## Samoloty zaprojektowane i zbudowane przez Fokkera

### Niemcy
- Fokker D.VII
- Fokker D.VIII
- Fokker Dr.I
- Fokker E.I
- Fokker E.II
- Fokker E.III
- Fokker E.IV

### Holandia
- Fokker C.V
- Fokker T.IV
- Fokker T.V
- Fokker C.X
- Fokker C.XI-W
- Fokker C.XIV-W
- Fokker T.VIII-W
- Fokker D.XXI
- Fokker D. XXIII
- Fokker F.VIIB/3m
- Fokker F24
- Fokker F25 Promotor
- Fokker F26 Phantom
- Fokker F27 Friendship
- Fokker F28 Fellowship
- Fokker F29
- Fokker 50
- Fokker 60(inne języki)
- Fokker 70
- Fokker 100
- Fokker 130
- Fokker G.I
- Fokker S-11
- Fokker S-13
- Fokker S-14
- Fokker T-2

### Stany Zjednoczone
- Fokker A-7
- Fokker B-8